# فرانتشيسكا ليا بلوك
فرانتشيسكا ليا بلوك (بالإنجليزية: Francesca Lia Block)‏‏ (3 ديسمبر 1962 في لوس أنجلس - ) كاتِبة، وروائية، وكاتبة للأطفال من الولايات المتحدة.

## روابط خارجية
- فرانتشيسكا ليا بلوك على موقع IMDb (الإنجليزية)